# درای پلین، نیو ساوت ولز
درای پلین (به انگلیسی: Dry Plain) یک منطقه مسکونی در استرالیا است که در نیو ساوت ولز واقع شده‌است.